# Risia Bazar
Risia Bazar es una pueblo y nagar Panchayat situada en el distrito de Bahraich en el estado de Uttar Pradesh (India). Su población es de 13750 habitantes (2011). 

## Demografía
Según el  censo de 2001 la población de Risia Bazar era de 11128 habitantes, de los que el 52% eran hombres y el 48% mujeres. Risia Bazar tiene una tasa media de alfabetización del 43%, inferior a la media nacional del 59,5%: la alfabetización masculina es del 49%, y la alfabetización femenina del 36%.